# Эльтюбю
Эльтюбю (карач.-балк. Эль-Тюбю — «нижняя часть поселения») — село в Чегемском районе Кабардино-Балкарской Республики. Входит в состав муниципального образования «Сельское поселение Верхне-Чегемское».

## География
Село находится в юго-восточной части Чегемского района, в верховьях реки Чегем. Расстояние до районного центра Чегем (по дороге) — 58 км, до города Нальчик (по дороге) — 63 км.
Граничит с землями населённых пунктов: Булунгу на юге и Безенги на востоке.
Населённый пункт расположен в горной зоне республики. Перепады высот составляют около 1 500 метров. Средние высоты составляют 1 515 метров над уровнем моря. Высшей точкой является гора Пирамида (2 976 м), находящееся к северо-западу от села.
Гидрографическая сеть представлена рекой Чегем и его мелкими притоками. К юг-западу от села имеются выходы нарзанов.
Климат умеренный, с ярко выраженной высотной поясностью. Лето теплое, в июле средние показатели температуры воздуха достигают отметок +15°С. Зима прохладная, в январе средние показатели температуры воздуха отпускаются до -5°С. Среднее количество осадков в год составляет около 900 мм. Наибольшее количество осадков выпадает летом. Снежный покров на территории села лежит в период с октября по май.
Флора присельского участка представлена в основном альпийскими и субальпийскими растениями. Окрестности села окружают крупные массивы леса состоящего в основном из сосен и буков.

## История
Постоянное поселение на территории села существует со времен позднего Средневековья. К югу от села находятся сохранившиеся до наших дней комплекс средневековых кладбищ.
В марте 1944 года балкарцы по ложному обвинению в пособничестве немецким войскам были депортированы в Среднюю Азию. В результате село, как и всё верховье Чегемского ущелья, было передано в состав Грузинской ССР, и оно больше 10 лет находилось в заброшенном состоянии.
В 1957 году решением Верховного Совета СССР балкарцы были реабилитированы и возвращены в свои прежние места проживания. По возвращении домой большинство жителей Эльтюбю предпочли расселиться вниз по долине реки Чегем, в предгорную зону КБАССР. В результате численность населения села по сравнению с 1944 годом резко уменьшилась.

## Население
| 2002 | 2010 | 2021 |
| ---- | ---- | ---- |
| 337  | ↘296 | ↘246 |

Плотность — 17.57 чел./км2. 
Национальный состав
По данным Всероссийской переписи населения 2010 года:
| Народ    | Численность, чел. | Доля от всего населения, % |
| -------- | ----------------- | -------------------------- |
| балкарцы | 296               | 100 %                      |
| всего    | 296               | 100 %                      |

По данным Всероссийской переписи населения 2021 года:
| Народ    | Численность, чел. | Доля от всего населения, % |
| -------- | ----------------- | -------------------------- |
| балкарцы | 246               | 100,0 %                    |
| всего    | 246               | 100,0 %                    |

## Туризм
Эльтюбю, как и Булунгу в основном посещается туристами в летнее время. В верховьях Чегемского ущелья развиваются экстремальные виды спорта, что привлекает большое количество экстремалов.
В советское время через село проходил пеший маршрут через Главный Кавказский хребет в Грузию.

## Улицы
Улицы

| Кулиева К. Ш. |

| Кулиева Х. А. |

| Шахмурзаева |

Переулки

| Булунгуевский |
| Жылгы         |

| Ликарги |

| Суусузла |

## Известные люди
Кулиев Кайсын Шуваевич (1917-1985) — советский и балкарский поэт, Народный поэт КБР, Лауреат Ленинской и Государственных премий СССР и РСФСР. Депутат Верховного Совета СССР.

## Эльтюбю в культуре
- В Эльтюбю проводилась часть съёмок фильма Алексея Балабанова «Война».

## Галерея

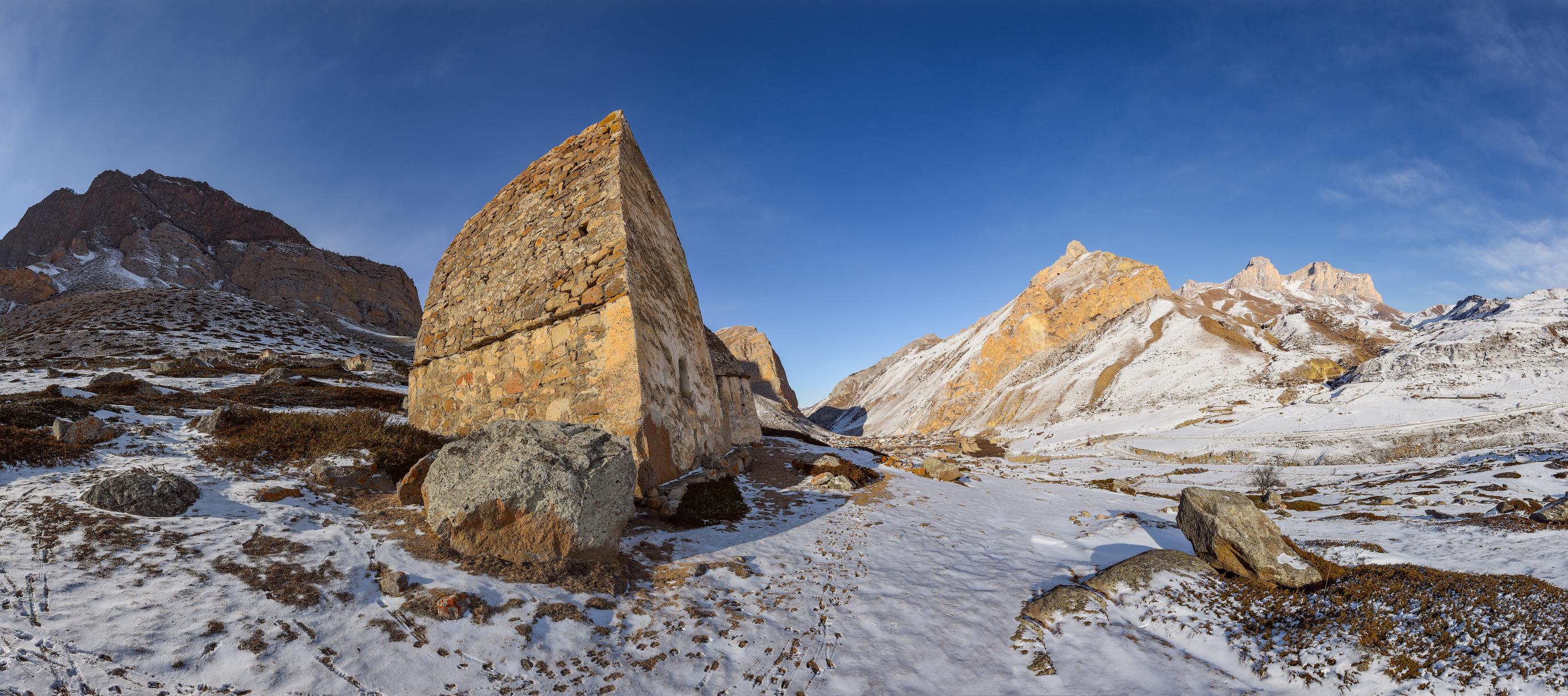
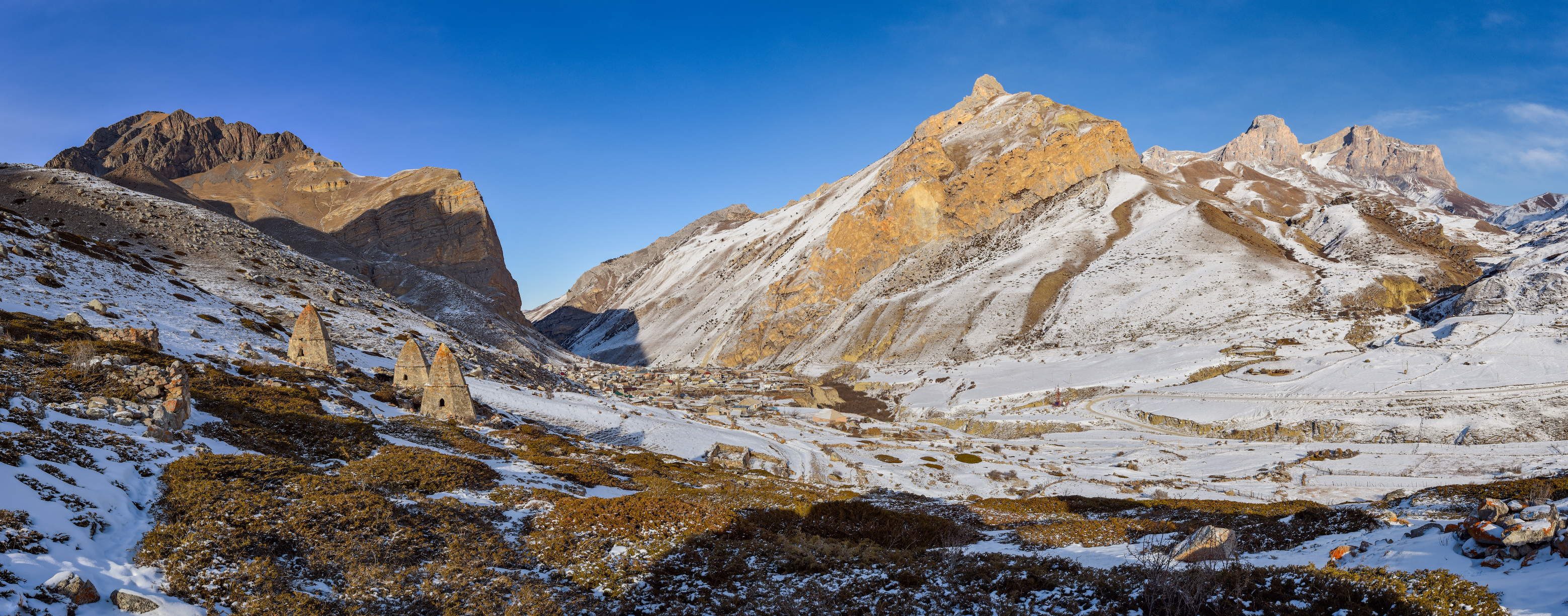
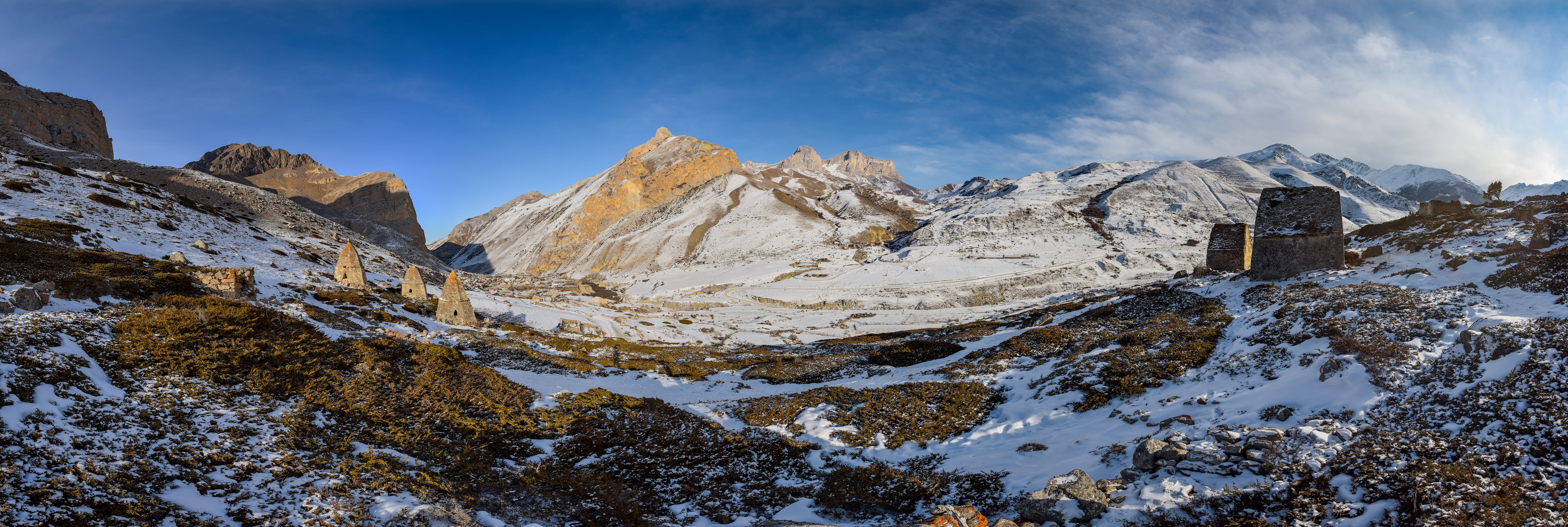
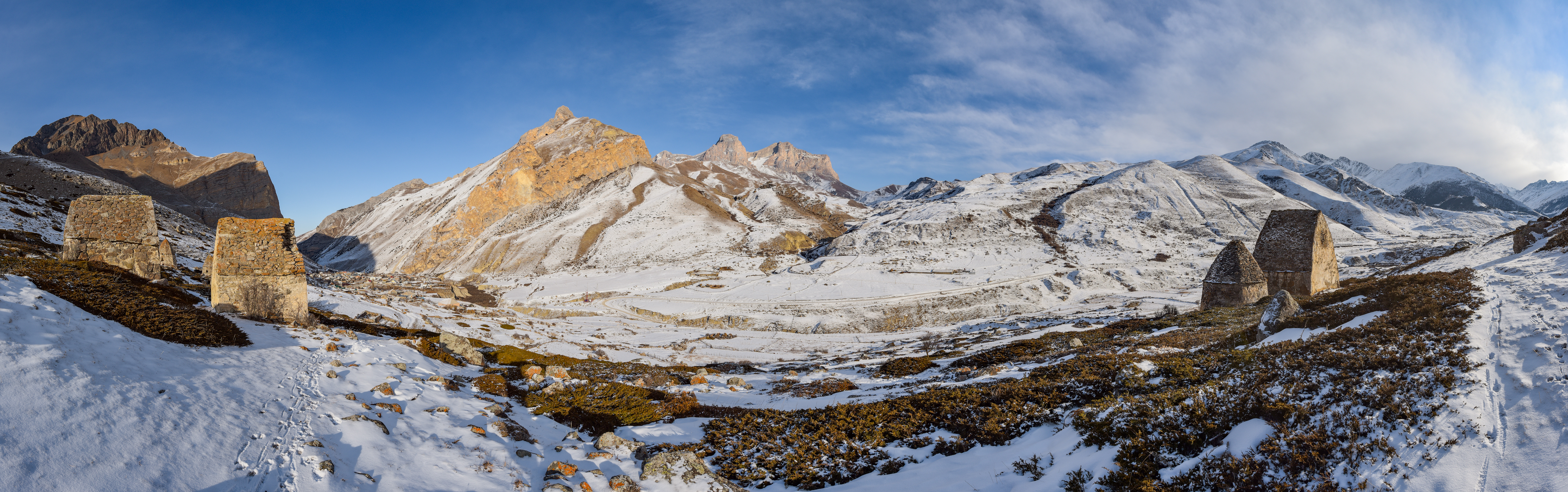
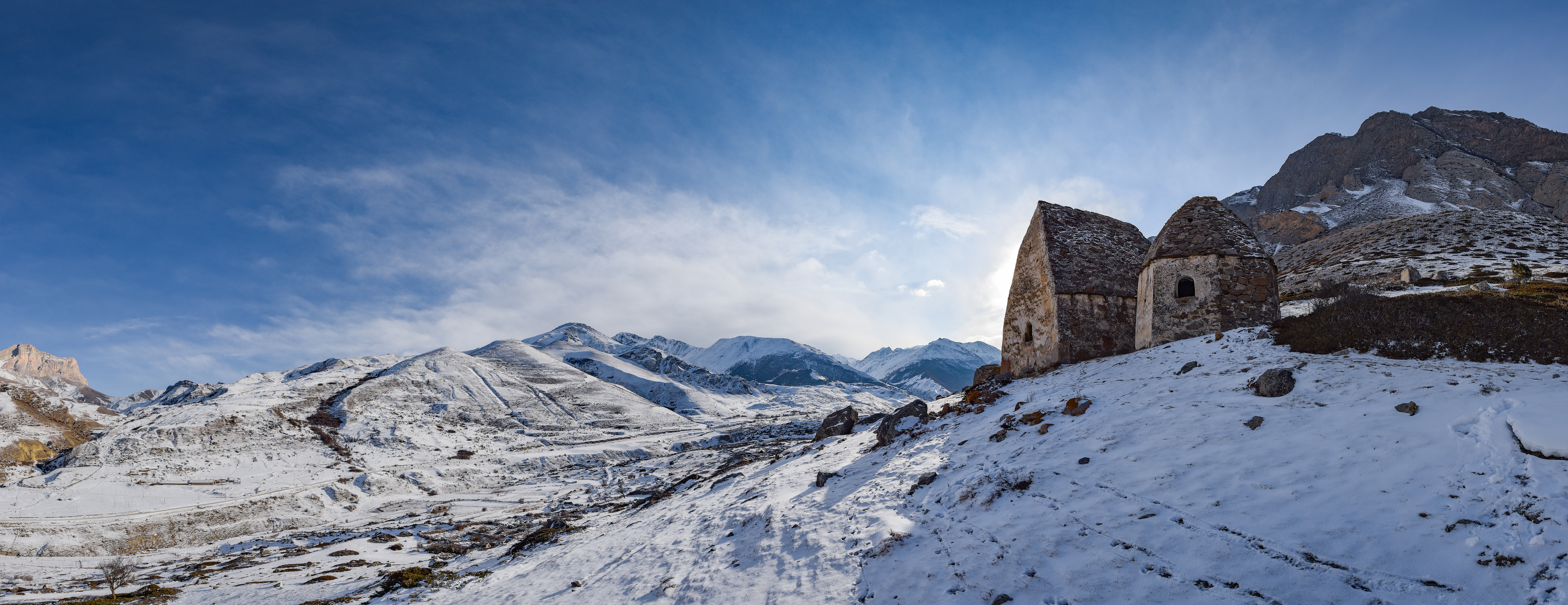